# İspir

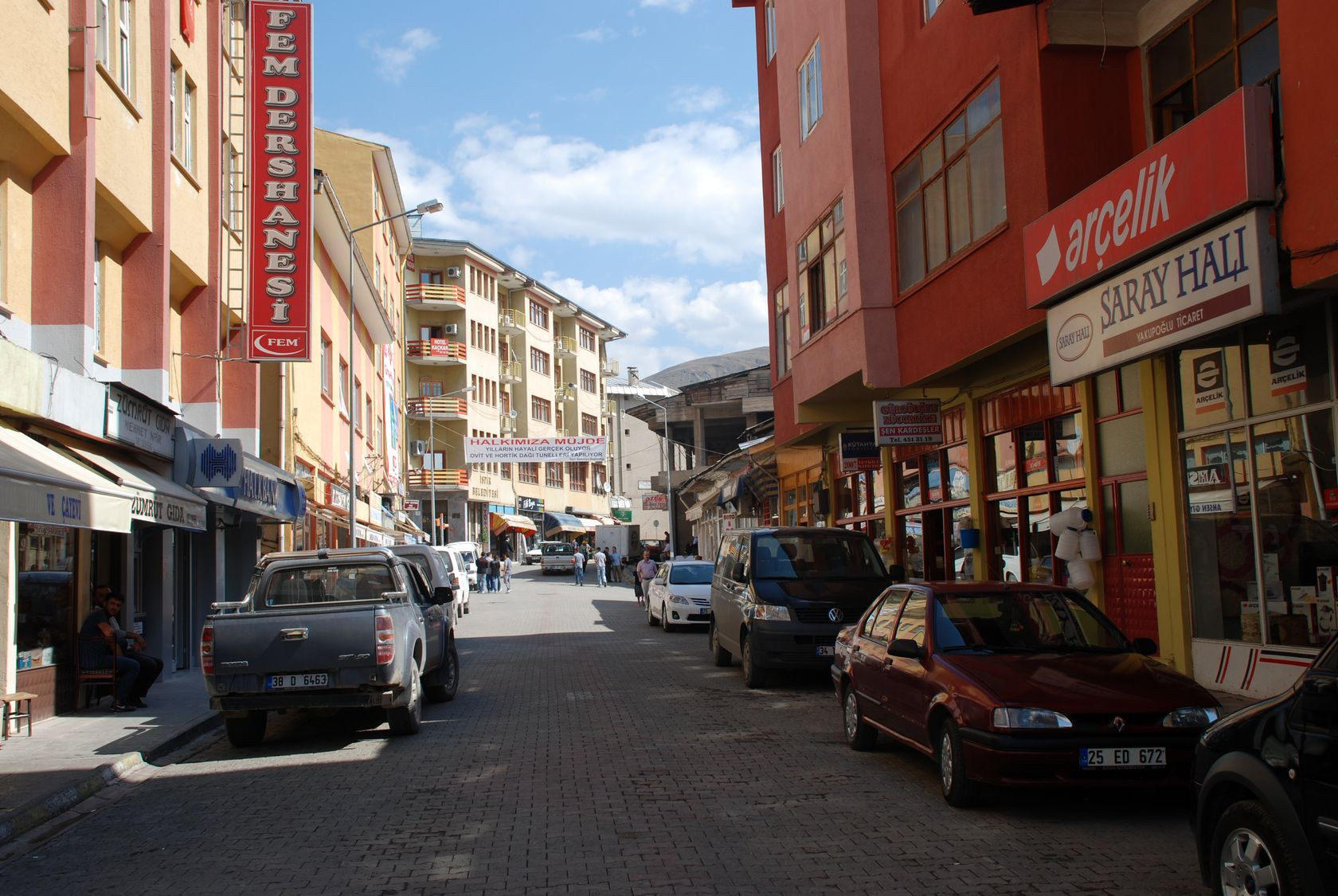
Eine der beiden Geschäftsstraßen in der Ortsmitte

İspir (georgisch სპერი Speri; armenisch Սպեր Sber oder Sper) ist eine Stadt und zugleich Verwaltungszentrum des gleichnamigen Landkreises in der Provinz Erzurum im Nordosten der Türkei.

## Lage
Der Landkreis İspir ist mit einer Fläche von 2129 km² der größte Landkreis der Provinz. Er liegt im Nordwesten der Provinz Erzurum und grenzt im Norden an die Provinz Rize, im Osten an die Provinz Artvin sowie im Westen an die Provinz Bayburt.
Die südlichen Ausläufer der Kaçkar Dağları, einer parallel zur Küste des Schwarzen Meeres verlaufenden Gebirgskette, fallen teilweise steil zum Tal des Çoruh ab, an dessen rechtem Ufer die Stadt İspir auf einer Höhe von 1230 Metern liegt Faltenreiche, mit lediglich einer dünnen Grasdecke bewachsene Felsberge erheben sich bis zu einem 3060 Meter hohen Gipfel wenige Kilometer nördlich der Stadt. İspir ist über eine Bergstraße (Passhöhe 2600 Meter), die in İyidere auf die E 10 trifft, mit Trabzon und Rize am Schwarzen Meer verbunden. Diese kurvenreiche Straße führt nach Süden weiter bis Erzurum. Quer dazu verläuft eine Straße im Tal des Çoruh von Bayburt im Südwesten über Yusufeli nach Artvin im Nordosten.
Der 79 Kilometer lange Straßenabschnitt zwischen İspir und Yusufeli ist derzeit (Stand Ende 2011) durch den aufwendigen Bau einer neuen Trasse hoch über dem Flussbett nur schwer passierbar. Er führt kurz vor Yusufeli an Dörtkilise, einer Kirche aus dem 10. Jahrhundert vorbei. In diesem Talabschnitt gab es einige kleinere Burgen, die meist nur aus einem Turm bestanden und möglicherweise aus georgischer Zeit vor der Eroberung durch die Osmanen im 16. Jahrhundert stammen. Von einer dieser Festungen (Kaleifisrik ?) etwa auf halbem Weg stehen noch teilweise ein mehrgeschossiger zentraler Bau, Nebengebäude und eine Außenmauer.

## Geschichte
In persischer Zeit trug İspir den Namen Pharangion. In Strabons Werk Geographica heißt der Ort Hyspirátis. Eine andere Variante des Namens ist Sper.
Die Burg am westlichen Stadtrand wurde vermutlich während der Herrschaft der mongolischen Ilchane-Dynastie im 12./13. Jahrhundert errichtet. Eine Inschrift an der Burg für diese Annahme fehlt. Für eine Befestigung der Wohnstadt gibt es keine Anzeichen; der Burgberg selbst ist zu klein, sodass kein größeres Wohnviertel innerhalb der Mauern bestanden haben kann. Im 16. Jahrhundert ließ Süleyman der Prächtige die Burg restaurieren.

## Bevölkerung
Bir zur Verwaltungsreform 2013/2014 hatte das Verwaltungszentrum noch 6784 und der Landkreis 17.622 Einwohner (Stand 2008).
Nach der Verwaltungsreform zählt der gesamte Landkreis zum Stadtgebiet des Verwaltungszentrums, so dass es seitdem statistisch keine ländliche Bevölkerung mehr gibt.
Ende 2020 lag İspir mit 14.775 Einwohnern auf dem 16. Platz der bevölkerungsreichsten Landkreise in der Provinz Erzurum. Die Bevölkerungsdichte liegt mit 7 Einwohnern je Quadratkilometer unter dem Provinzdurchschnitt (30 Einwohner je km²) und ist die zweitniedrigste in der Provinz.

## Stadtbild
Die Burg thront auf einem Felsvorsprung über dem Fluss, unterhalb führt die Straße hinter dem Busbahnhof über eine Brücke zur weiter östlich gelegenen Ortsmitte. Es gibt Einkaufsmöglichkeiten für die Bewohner der landwirtschaftlichen Siedlungen in der Umgebung, mehrere Restaurants und ein Hotel.

## Burg

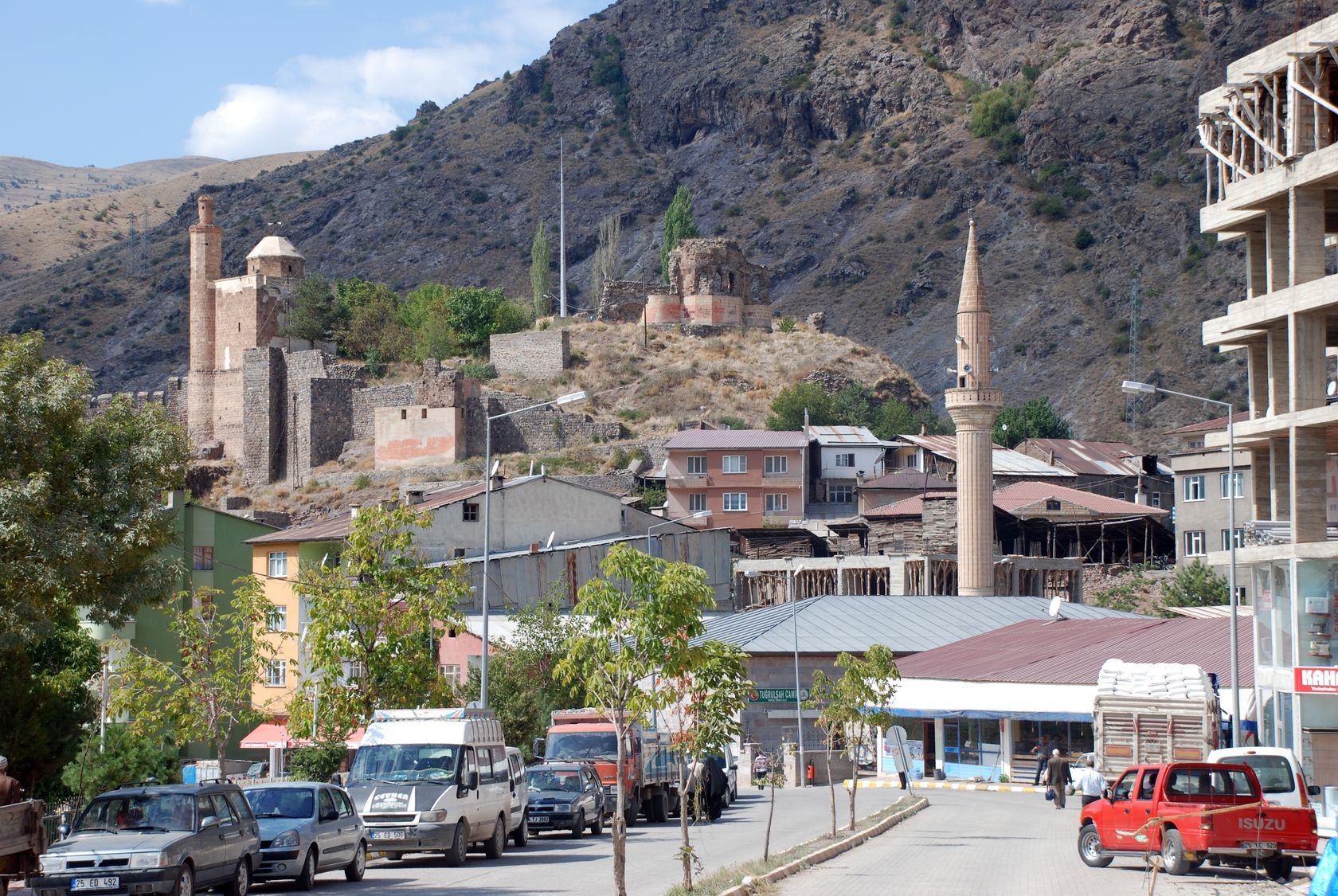
Burg von Osten

Die über weite Abschnitte teilweise erhaltenen Außenmauern folgen in einem unregelmäßigen Oval dem Rand des Felshügels. An der Südwestecke ragt ein schmales Stück der Außenmauer weit über den Steilhang. Diese Ausbuchtung und Teile der geraden äußeren Mauer an der Westseite sind erhalten. Eine zweite Mauer umgab den inneren Bereich der Anlage. An deren Südseite befindet sich eine kleine, annähernd quadratische Moschee, die restauriert wurde und noch genutzt wird. Die Moschee und das Minarett an ihrer Südwestecke bilden den von weitem sichtbaren Kern der erhaltenen Burgmauern. Das runde Minarett ist ab der Hälfte seiner ursprünglichen Höhe verschwunden, es wurde stattdessen durch einen oktogonalen Schaft ergänzt, der in einem schmalen Ziegelaufsatz endet. Minarett und Moschee könnten für den Verteidigungsfall ausgelegt gewesen sein, es sind jedoch an dem mehrfach veränderten Bau keine Schießscharten vorhanden. Das Flachdach des Betsaals der Moschee wird außermittig von einem achtseitigen Kegelstumpfdach über einem achteckigen Tambour überragt. Die innere Verteidigungsmauer zu beiden Seiten der Moschee blieb in voller Höhe erhalten.
An der inneren Umfassungsmauer gegenüber der Moschee befindet sich die Ruine einer Kirche, aus deren in voller Höhe erhaltener Ostseite eine halbrunde breite Apsis mit zwei seitlichen, ebenfalls halbrunden Nebenräumen ragt. Reste von Pfeilerfundamenten im Innern sind nicht mehr vorhanden, dennoch wird angenommen, dass es sich um eine dreischiffige Basilika handelte. Der am Westgiebel vorgelagerte, später angebaute Narthex steht noch in nahezu ursprünglicher Höhe, dafür sind beide Längswände nur noch ein bis zwei Meter hoch erhalten.

## Persönlichkeiten
- Recep Akdağ (* 1960) – Politiker
- Cemaleddin Kaplan (1926–1995) – Gründer der Organisation Kalifatstaat